# Francisco Cota de Oliveira
Francisco Cota de Oliveira (ur. 5 sierpnia 1969 w Onça de Pitangui) – brazylijski duchowny katolicki, biskup Sete Lagoas od 2020.

## Życiorys
Święcenia kapłańskie przyjął 1 sierpnia 1999 i został inkardynowany do diecezji Divinópolis. Pracował jako duszpasterz parafialny (m.in. w Itaúnie i Pitangui), był też m.in. diecezjalnym duszpasterzem młodzieży, wykładowcą dla propedeutycznych roczników seminaryjnych oraz promotorem sprawiedliwości w sądzie biskupim.
7 czerwca 2017 papież Franciszek mianował go biskupem pomocniczym archidiecezji Kurytyba oraz biskupem tytularnym Fiorentino. Sakry udzielił mu 26 sierpnia 2017 biskup José Carlos de Souza Campos.
10 czerwca 2020 został mianowany biskupem ordynariuszem Sete Lagoas. 